# Partícula masiva que interactúa fuertemente
Las partículas masivas que interactúan fuertemente, SIMP por sus siglas en inglés (Strongly interacting massive particle), son partículas hipotéticas que interactúan fuertemente con la materia ordinaria, pero podría conformar la materia oscura pese a ello.
Las partículas masivas que interactúan fuertemente han sido propuestas como una solución para el problema de los rayos cósmicos de muy alta energía y para la ausencia de los flujos de enfriamiento. Diversos experimentos y observaciones han establecido restricciones para la materia oscura de SIMP.